# Bebo (EP)
Bebo è il terzo EP del gruppo musicale italiano Lo Stato Sociale, pubblicato da Garrincha Dischi/Universal Music il 28 gennaio 2021.

## Tracce
1. La senti questa forza? (BEBO #1) – 3:09
2. Fantastico! (BEBO #2) (feat. I Botanici) – 5:13
3. Fuga dall'aperitivo (BEBO #3) – 2:40
4. Prima che tu dica pronto (BEBO #4) – 3:50
5. Sono libero (BEBO #5) (feat. Remo Anzovino) – 3:55

## Formazione
- Alberto Cazzola – voce, basso
- Francesco Draicchio – sintetizzatori, voce
- Lodovico Guenzi – voce, chitarre, pianoforte e sintetizzatori
- Alberto Guidetti – drum machine, sintetizzatori e voce
- Enrico Roberto – voce, sintetizzatori